# نورمان غريغ (لاعب كرة قدم أسترالية)
نورمان غريغ (بالإنجليزية: Norm Grigg)‏ هو لاعب كرة قدم أسترالية أسترالي، ولد في 22 يونيو 1893 في Drysdale, Victoria ‏ في أستراليا، وتوفي في 1 يوليو 1945 في ملبورن في أستراليا.

## وصلات خارجية
- نورمان غريغ على موقع AustralianFootball.com (الإنجليزية)
- نورمان غريغ على موقع AFLtables.com (الإنجليزية)